# Steve Carell
Steven John Carell (Concord (Massachusetts), 16 augustus 1962) is een Amerikaans acteur en komiek. Hij won meer dan vijftien filmprijzen, waaronder een Golden Globe in 2006 voor zijn rol als afdelingschef Michael Scott in de Amerikaanse versie van The Office. Hiervoor werd hij ook van 2007 tot en met 2011 elk jaar genomineerd voor dezelfde prijs en van 2006 tot en met 2011 tevens voor een Primetime Emmy Award. In 2016 kreeg hij een ster op de Hollywood Walk of Fame.

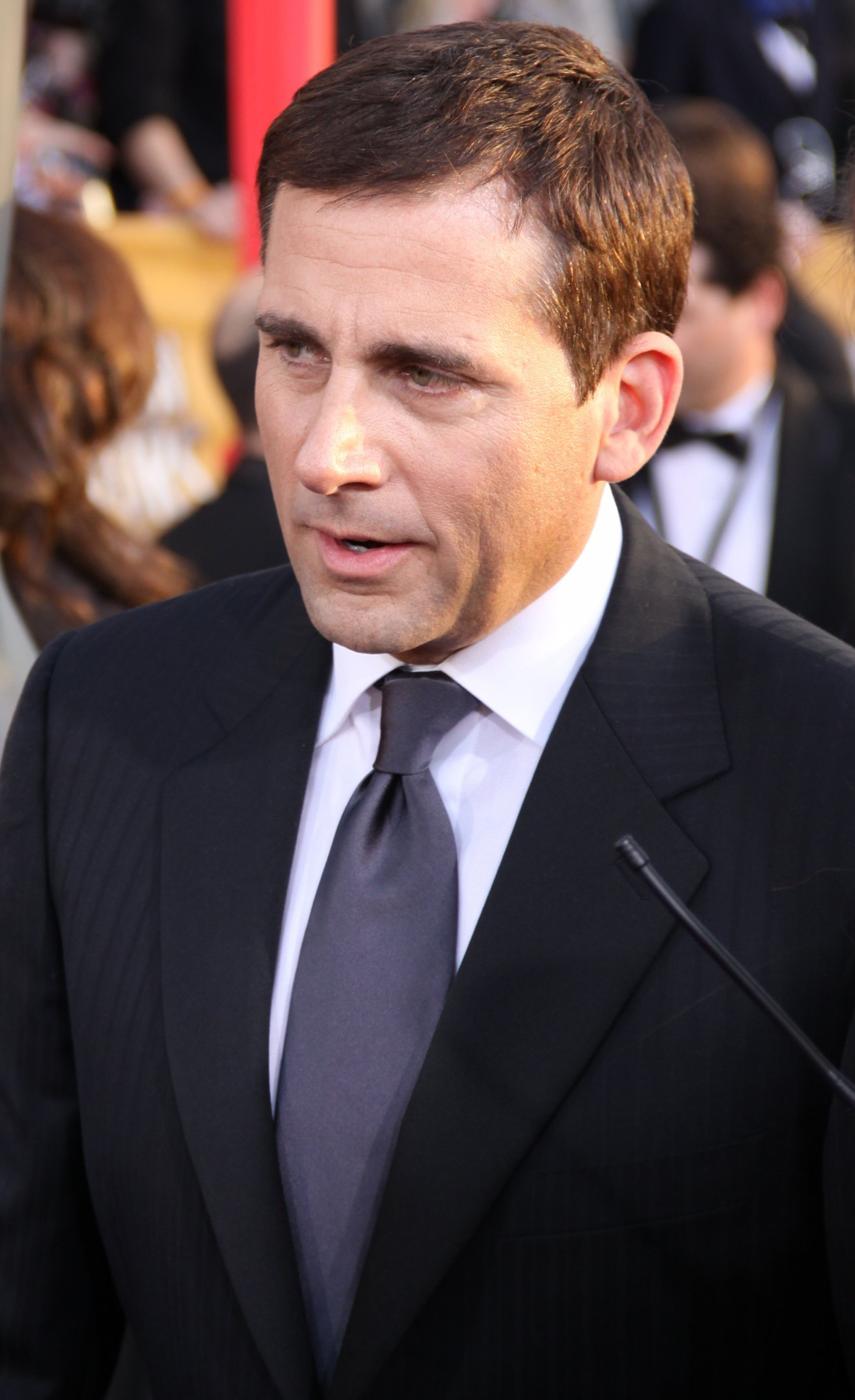
Steve Carell tijdens de 16e Screen Actors Guild Awards (2010)

## Loopbaan
Carells filmcarrière begon relatief laat, toen hij in 1991 een bijrolletje kreeg in Curly Sue. Daarna volgden jaren van bijrolletjes in verscheidene kleinschalige films en televisieseries. Daarbij verscheen Carell van 1999 tot en met 2004 tevens regelmatig in The Daily Show, waarin hij in 2005 nog af en toe terugkeerde.
Carell speelde zich met zijn bijrol als de door Jim Carrey gemanipuleerde nieuwslezer Evan in Bruce Almighty (2003) dermate in de kijker, dat de filmmakers vanaf dat moment meer in hem begonnen te zien. In 2004 speelde hij de rol van Brick Tamland in de film Anchorman. Daar leerde hij Judd Apatow kennen, die een van de producenten van de film was. Apatow zag veel potentieel in Carell en vroeg hem of hij nog ideeën had voor een nieuwe film. Carell vertelde hem over een idee waar hij al jaren mee rondliep en daarop schreef hij in de zomer van 2004 samen met Apatow het script voor The 40 Year Old Virgin. In 2005 speelde Carell in diezelfde film zijn eerste hoofdrol als sympathieke, zelfbewuste maagd. Deze film werd een groot kassucces en vanaf dat moment was er een nieuwe komedielegende geboren. In 2006 liet Carell met de film Little Miss Sunshine zien dat hij niet alleen goed is in komedierollen spelen, maar ook in dramarollen. De indie film werd de hemel in geprezen door critici en werd o.a. genomineerd voor drie Oscars. Toen er in 2007 een vervolg uitkwam op Bruce Almighty - Evan Almighty - speelde Carell opnieuw de rol van Evan, die ditmaal het hoofdpersonage was. Datzelfde jaar kwam ook de film Dan in Real Life uit waarin hij een weduwnaar speelde die verliefd wordt op de vriendin van zijn broer. Het jaar daarop speelde hij naast Anne Hathaway in de actiekomedie Get Smart, en in 2010 kwamen de films Date Night, Despicable Me (later gevolgd door nog twee delen) en Dinner for Schmucks uit. In 2011 vertolkte hij de rol van Cal Weaver in de romantische komedie Crazy, Stupid, Love. Deze film heeft hij eveneens geproduceerd.
Op 28 april 2011 nam Carell na 7 seizoenen in The Office US te hebben gespeeld afscheid van zijn rol als Michael Scott. Dit betekent echter niet dat dit het einde van zijn carrière is. In 2012 komt de film Seeking a Friend for the End of the World uit waarin hij een man speelt die tijdens de apocalyps verlaten wordt door zijn vrouw en vervolgens samen met zijn buurvrouw (gespeeld door Keira Knightley) op zoek gaat naar zijn eerste geliefde. Later in het jaar komt de film Hope Springs uit waarin hij naast Meryl Streep en Tommy Lee Jones speelt.
In 2014 verscheen de film Foxcatcher, waarin Carell de rol van moordenaar John du Pont speelt. Hiervoor werd hij genomineerd voor verscheidene prijzen, waaronder de Oscar en BAFTA voor beste mannelijke bijrol.
Carell is sinds 1995 getrouwd met actrice Nancy Walls. Ze kregen een dochter in 2001 en een zoon in 2004.

## Werk

### Filmografie
| Jaar | Titel                                                       | Rol                                 |
| ---- | ----------------------------------------------------------- | ----------------------------------- |
| 1991 | Life As We Know It!                                         | (televisiefilm)                     |
| 1991 | Curly Sue                                                   | Tesio                               |
| 1996 | The Dana Carvey Show                                        | Verschillende personages            |
| 1997 | Over the Top                                                | Yorgo Galfanikos (televisieserie)   |
| 1998 | Tomorrow Night                                              | Postbode zonder brilglazen          |
| 1998 | Just Shoot Me!                                              | Mr. Weiland (1 aflevering)          |
| 1999 | Suits                                                       | United Standards 2                  |
| 2000 | H.U.D.                                                      | (televisiefilm)                     |
| 2000 | Strangers with Candy                                        | (1 aflevering)                      |
| 2003 | Street of Pain                                              | Mark                                |
| 2003 | Watching Ellie                                              | Edgar (televisieserie)              |
| 2003 | Bruce Almighty                                              | Evan Baxter                         |
| 2004 | Anchorman: The Legend of Ron Burgundy                       | Brick Tamland                       |
| 2004 | Sleepover                                                   | Officier Sherman                    |
| 2004 | Fillmore                                                    | Mr. Delancey (1 aflevering, stem)   |
| 2004 | Come to Papa                                                | Blevin (televisieserie)             |
| 2005 | Melinda and Melinda                                         | Walt Wagner                         |
| 2005 | Bewitched                                                   | Uncle Arthur                        |
| 2005 | The 40 Year Old Virgin                                      | Andy Stitzer                        |
| 2006 | Over the Hedge                                              | Hammy (stem)                        |
| 2006 | Little Miss Sunshine                                        | Frank Ginsburg                      |
| 2006 | Hammy's Boomerang Adventure                                 | Hammy (stem)                        |
| 2007 | Evan Almighty                                               | Evan Baxter                         |
| 2007 | Knocked Up                                                  | Zichzelf                            |
| 2007 | The Naked Trucker and T-Bones Show                          | Brian (1 aflevering)                |
| 2007 | Dan in Real Life                                            | Dan Burns                           |
| 2008 | Horton Hears a Who!                                         | De burgemeester van Whoville (stem) |
| 2008 | Get Smart                                                   | Maxwell Smart                       |
| 2010 | Despicable Me                                               | Gru (stem)                          |
| 2010 | Dinner for Schmucks                                         | Barry Speck                         |
| 2010 | Date Night                                                  | Phil Foster                         |
| 2011 | Crazy, Stupid, Love.                                        | Cal Weaver                          |
| 2012 | Seeking a Friend for the End of the World                   | Dodge                               |
| 2012 | Hope Springs                                                | Dr. Feld                            |
| 2013 | The Incredible Burt Wonderstone                             | Burt Wonderstone                    |
| 2013 | Despicable Me 2                                             | Gru (stem)                          |
| 2013 | Anchorman 2: The Legend Continues                           | Brick Tamland                       |
| 2014 | Foxcatcher                                                  | John du Pont                        |
| 2014 | Alexander and the Terrible, Horrible, No Good, Very Bad Day | Ben Cooper                          |
| 2015 | Minions                                                     | jonge Gru (stem)                    |
| 2015 | Freeheld                                                    | Steven Goldstein                    |
| 2015 | The Big Short                                               | Mark Baum                           |
| 2016 | Café Society                                                | Phil                                |
| 2017 | Battle of the Sexes                                         | Bobby Riggs                         |
| 2017 | Despicable Me 3                                             | Gru en Dru (stem)                   |
| 2018 | Beautiful Boy                                               | David Sheff                         |
| 2018 | Vice                                                        | Donald Rumsfeld                     |
| 2018 | Welcome to Marwen                                           | Mark Hogancamp                      |
| 2022 | Minions: The Rise of Gru                                    | Gru (stem)                          |
| 2023 | Asteroid City                                               | Motelmanager                        |
| 2024 | IF                                                          | Blue (stem)                         |
| 2024 | Despicable Me 4                                             | Gru (stem)                          |

### Televisie
- 1999 - 2005: The Daily Show
- 2005 - 2011, 2013: The Office
- 2013: The Simpsons
- 1996 - 2007: Saturday Night Live
- 2019 - : Space Force
- 2019 - : The Morning Show
- 2022 - : The Patient